# Richard Felton Outcault
Richard Felton Outcault (14 de enero de 1863, Lancaster, Ohio - 25 de septiembre de 1928, Flushing, Nueva York) fue un guionista, dibujante de historietas y pintor estadounidense. Outcault fue el creador de la serie The Yellow Kid (El chico amarillo), a partir de la cual nació y se desarrolló la historieta tal y como la conocemos hoy en día.

## Biografía
Outcault comenzó su carrera como ilustrador técnico de Thomas A. Edison y como dibujante humorístico para las revistas Judge  y Life. 
Pronto firmó para el New York World de Joseph Pulitzer y en su suplemento dominical en color llamado World comenzó, el 5 de mayo de 1895, la serie de megaviñetas cómicas Hogan's Alley que presentaba a un niño de los suburbios sobre cuya amplia camisa aparecían los textos. A partir del 5 de enero de 1896, esta camisa fue coloreada, a modo de experimento, con un color particularmente dificultoso por aquel entonces: el amarillo; de este modo la expresión popular Yellow Kid acabó por filtrarse desde el público hasta el título general de la serie.
Cuando en octubre de 1896 pasó a trabajar para el New York Journal de William Randolph Hearst, rival de Pulitzer, The Yellow Kid comenzó a aparecer como una sucesión de viñetas en lugar de una sola. Esto, que Outcault llevó a cabo por iniciativa del propio Hearst, es considerado por muchos teóricos el verdadero momento del nacimiento de la historieta.
En 1897, volvió a cambiar de periódico, y, para el New York Herald, comenzó las series Poor Li'l Mose (1901) y Buster Brown (1902-1905). Esta última la continuaría en el New York American desde 1906 hasta 1920.

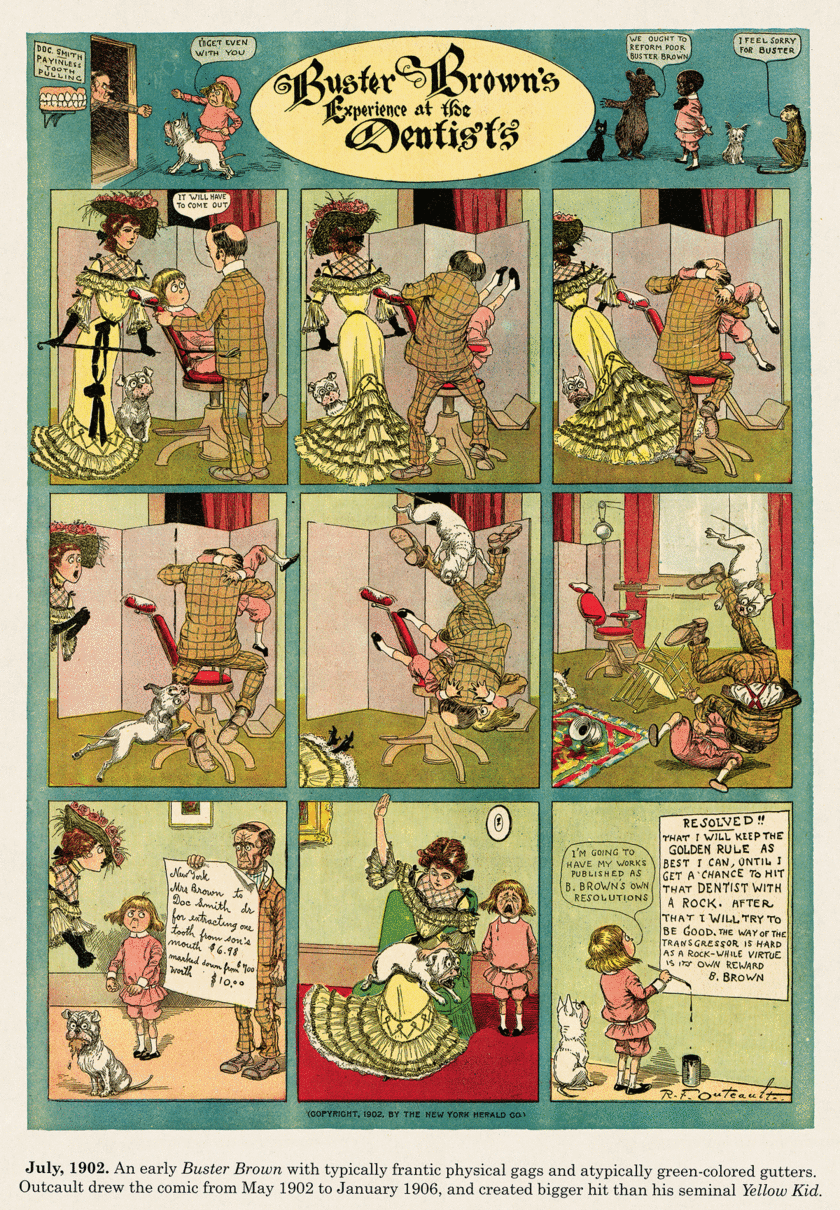
En la consulta del dentista (julio de 1902).